# 3110 Wagman
3110 Wagman è un asteroide della fascia principale. Scoperto nel 1975, presenta un'orbita caratterizzata da un semiasse maggiore pari a 2,5633446 UA e da un'eccentricità di 0,1240098, inclinata di 2,23773° rispetto all'eclittica.
L'asteroide è dedicato all'astronomo statunitense Nicholas E. Wagman.